# 防砂林

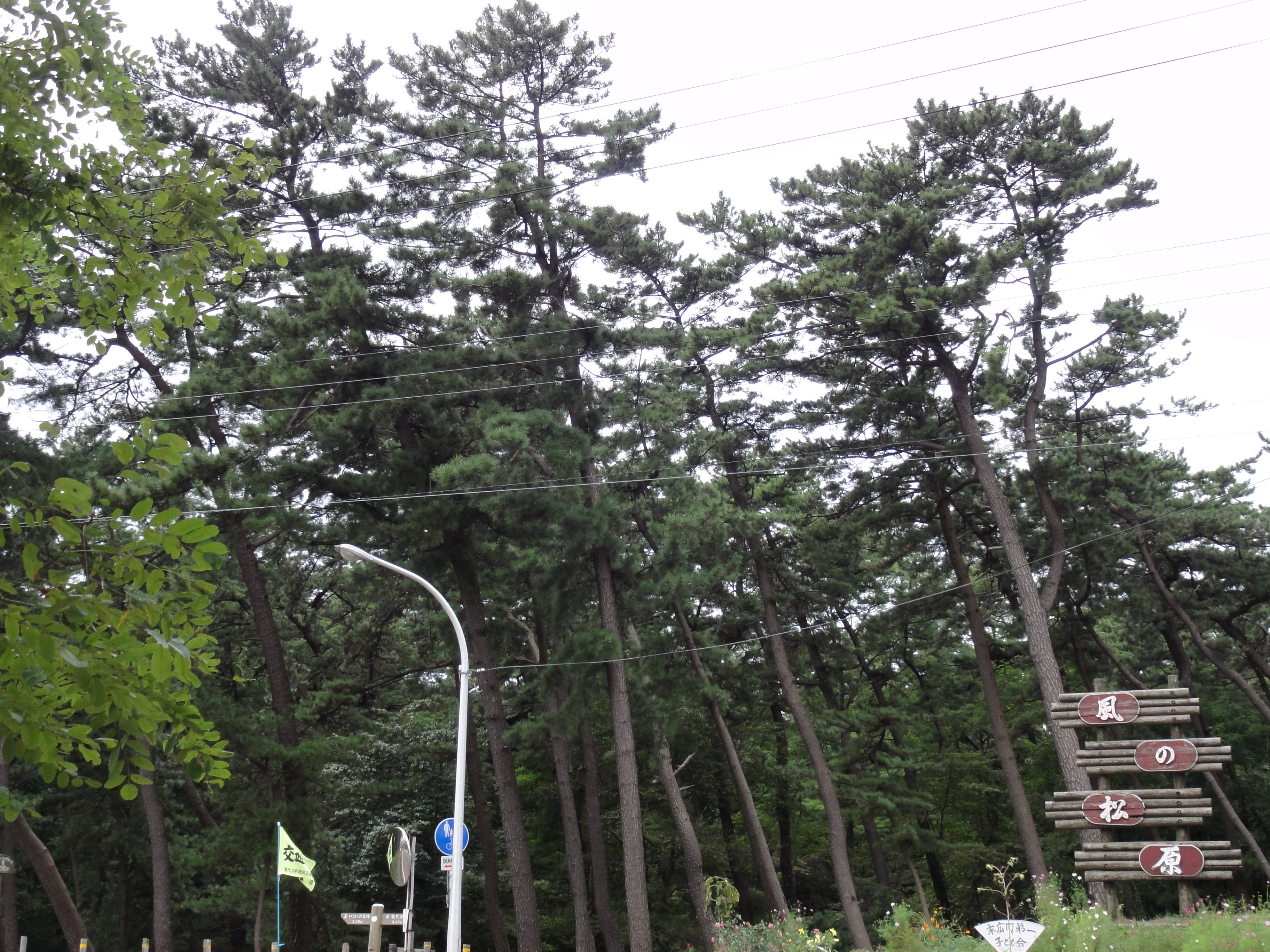
風の松原（能代海岸防砂林）
秋田県能代市の海岸に面した、日本最大規模の防砂林。古より季節風がもたらす飛砂によって農地が埋没するなど甚大な被害を受け続けてきた能代にて、造成は18世紀初期に始められた。今では約700万本のクロマツで構成されている。

防砂林（ぼうさりん）とは、飛砂に備える防災林の一種、飛砂による被害の防止・軽減を主目的として設けられる森林のこと。飛砂防備林（ひさぼうびりん）とも言う。
大規模に伸張するものは防砂林帯（ぼうさりんたい）と呼ぶこともある。海岸部の防砂林は海岸防砂林とも言う。

## 概要
防砂林は、区域内に砂が入ってくることを防ぐのが目的であり、土石流の捕捉や土砂の移動防止を目的としている砂防林（さぼうりん）とは異なる。例えば、鳥取砂丘の防災林は、第一に、砂の移動を制限することを目的とした砂防林であり、周辺の環境と住民にとって防砂林と防風林の機能を果たしてはいても、それは二次的効果というものである。
また、防砂林や砂防林は防風林と混同されることさえ珍しくないが、その名が示すとおり、防風林の機能を兼ね備えていたとしても別目的を主とした防災林である。
日本において、高い公益性を認められて保安林に指定された防砂林（保安林制度管理下の防砂林）は、飛砂防備保安林と呼ばれる。